# Finále Grand Prix IAAF 2001
17. Finále Grand Prix IAAF – lehkoatletický závod, který se odehrál 9. září roku 2001 v Melbourne na stadionu Olympic Park Stadium. 

## Výsledky

### Muži
| Disciplína      | 1. místo          | Výkon   | 2. místo             | Výkon   | 3. místo               | Výkon   |
| Běh na 200 m    | Shawn Crawford    | 20,37   | Bernard Williams     | 20,39   | Francis Obikwelu       | 20,52   |
| Běh na 800 m    | André Bucher      | 1:46,71 | Jurij Borzakovskij   | 1:46,78 | Jean-Patrick Nduwimana | 1:46,88 |
| Běh na 1500 m   | Hišám Al-Karúdž   | 3:31,25 | Bernard Lagat        | 3:32,10 | William Chirchir       | 3:34,06 |
| Běh na 3000 m   | Paul Bitok        | 7:53,85 | Kenenisa Bekele      | 7:54,39 | Luke Kipkosgei         | 7:57,39 |
| 3000 m překážek | Brahim Boulami    | 8:16,14 | Reuben Kosgei        | 8:17,64 | Stephen Cherono        | 8:18,85 |
| 110 m překážek  | Anier García      | 13,22   | Allen Johnson        | 13,28   | Dominique Arnold       | 13,43   |
| Skok daleký     | Younés Moudrik    | 8,23 m  | Savanté Stringfellow | 8,19 m  | Ołeksij Łukaszewycz    | 7,93 m  |
| Hod diskem      | Virgilijus Alekna | 64,42 m | Aleksander Tammert   | 63,87 m | Frantz Kruger          | 63,61 m |
| Hod oštěpem     | Jan Železný       | 88,98 m | Ēriks Rags           | 85,75 m | Boris Henry            | 85,43 m |

### Ženy
| Disciplína     | 1. místo                  | Výkon   | 2. místo                     | Výkon   | 3. místo                    | Výkon   |
| Běh na 200 m   | Myriam Léonie Mani        | 22,93   | Debbie Fergusonová           | 23,00   | Juliet Campbellová          | 23,15   |
| Běh na 800 m   | Maria Mutolaová           | 1:59,78 | Kelly Holmesová              | 2:00,02 | Stephanie Grafová           | 2:00,40 |
| Běh na 1500 m  | Violeta Szekely           | 4:03,46 | Carla Sacramentová           | 4:04,41 | Natalia Gorełowa            | 4:06,48 |
| Běh na 3000 m  | Tatiana Tomaszowa         | 9:30,39 | Leah Malot                   | 9:31,41 | Olga Jegorovová             | 9:31,82 |
| 400 m překážek | Tonja Bufordová-Baileyová | 54,58   | Tetiana Tereszczuk-Antipowa  | 54,78   | Sandra Glover               | 55,01   |
| Skok vysoký    | Hestrie Cloete            | 1,98 m  | Inga Babakovová Amy Acuffová | 1,96 m  |                             |         |
| Skok o tyči    | Stacy Dragilaová          | 4,50 m  | Světlana Feofanovová         | 4,45 m  | Kellie Suttleová            | 4,45 m  |
| Trojskok       | Tereza Marinovová         | 14,77 m | Taťjana Lebeděvová           | 14,61 m | Françoise Mbangová Etoneová | 14,47 m |
| Vrh koulí      | Astrid Kumbernussová      | 18,94 m | Nadzeja Astapčuková          | 18,82 m | Světlana Kriveljovová       | 18,21 m |
| Hod kladivem   | Kamila Skolimowska        | 71,71 m | Bronwyn Eagles               | 68,38 m | Olga Kuzenkovová            | 68,27 m |